# Lygodactylus heterurus
Lygodactylus heterurus este o specie de șopârle din genul Lygodactylus, familia Gekkonidae, descrisă de Boettger 1913. A fost clasificată de IUCN ca specie cu risc scăzut.

## Subspecii
Această specie cuprinde următoarele subspecii:
- L. h. trilineigularis
- L. h. heterurus